# Capbreton
Capbreton – miejscowość i gmina we Francji, w regionie Nowa Akwitania, w departamencie Landy.
Według danych na rok 1990 gminę zamieszkiwało 5089 osób, a gęstość zaludnienia wynosiła 234 osób/km² (wśród 2290 gmin Akwitanii Capbreton plasuje się na 79. miejscu pod względem liczby ludności, natomiast pod względem powierzchni na miejscu 468.).